# Kąpiące się (obraz Gustave’a Courbeta)
Kąpiące się (fr. Les Baigneuses) – obraz olejny francuskiego malarza Gustave’a Courbeta, przechowywany w Musée Fabre w Montpellier.

## Historia
Po prześwietleniu płótna promieniami rtg okazało się, że malarz opracowywał na nim wcześniej dwie kompozycje – jedna ukazywała prawdopodobnie scenę mitologiczną z nagą kobietą odwróconą przodem do widza i postacią mężczyzny. Ten pierwotny obraz został przykryty kompozycją ukazującą młodego mężczyznę z ręką we włosach i objawami szaleństwa, który rzuca się w przepaść. Zachował się szkic do tego obrazu, znajduje się aktualnie w Galerii Narodowej w Oslo. Po porzuceniu i tego tematu, siedem lat później, Courbet wykorzystał płótno do stworzenia Kąpiących się. Zidentyfikowano modelkę, której postać posłużyła do namalowania stojącej postaci, była to Henriette Bonnion, która pozowała również do prac fotografa Vallou de Villeneuve’a. Jego zdjęcia zdradzają wyraźne pokrewieństwo z obrazem Courbeta, nie można jednak z całą pewnością ustalić, czy fotografie były wcześniejsze od obrazu i czy malarz korzystał z nich przy tworzeniu, czy też było odwrotnie i to fotograf zainspirował się obrazem. Kąpiące się zostały wystawione na Salonie w 1853 wraz z dwoma innymi pracami Courbeta – Zapaśnikami i Śpiącą prządką.

## Opis obrazu

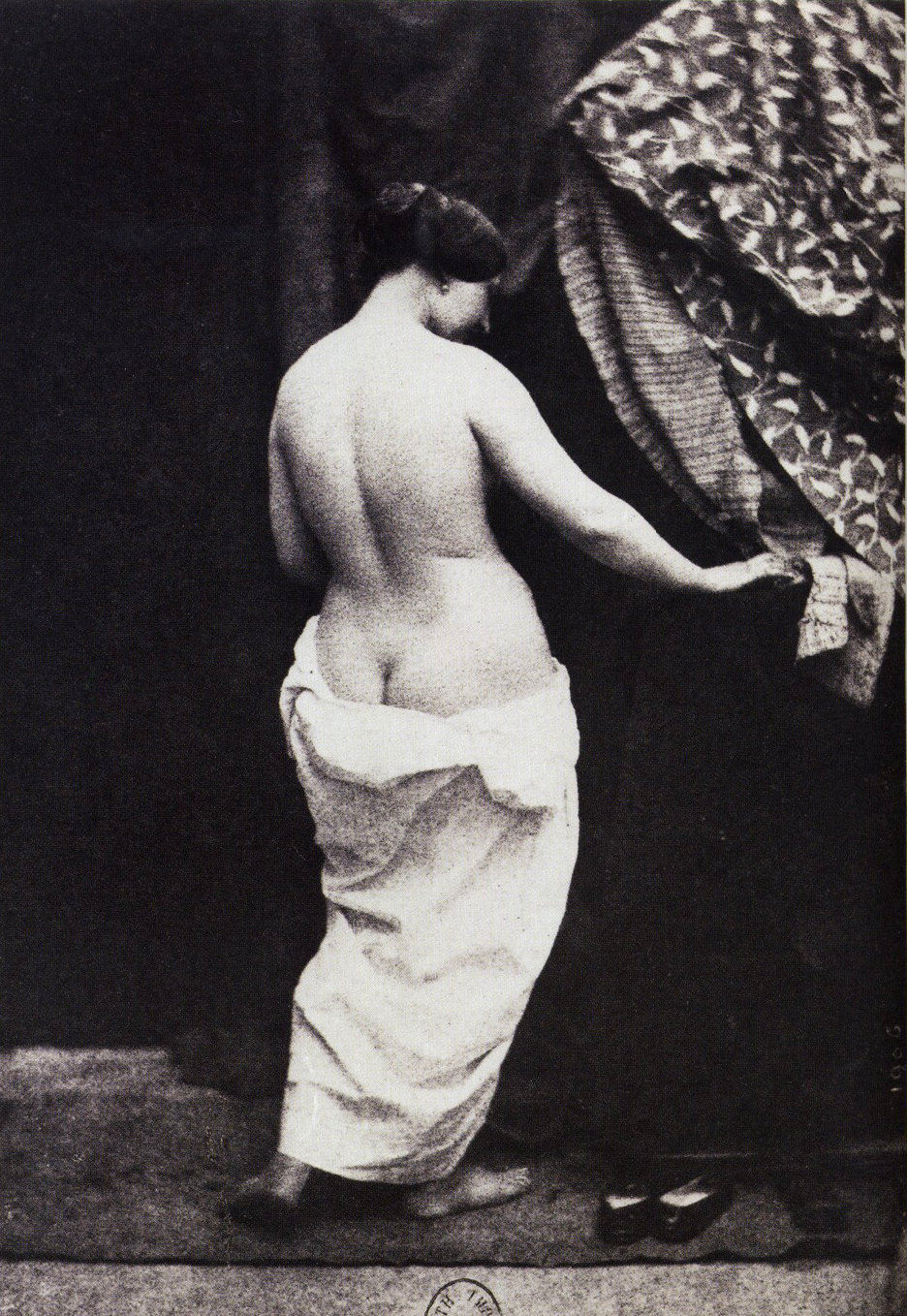
Fotografia Henriette Bonnion wykonana przez Vallou de Villeneuve’a

Obraz przedstawia dwie kobiety wśród bujnej zieleni na brzegu. Jedna z nich wychodzi z płytkiej wody, jest odwrócona tyłem do widza, jej pośladki i nogi są częściowo przesłonięte białym prześcieradłem. Jej prawe ramię jest wzniesione w górę. Na ziemi siedzi druga kobieta, prawdopodobnie służąca, jest nieporządnie ubrana, jej pończochy są zrolowane, a bosa stopa brudna. Głowa siedzącej osoby jest zwrócona do wychodzącej z wody, a ręce uniesione w niezrozumiałym geście kierują się w drugą stronę.

## Krytyka
Obraz wystawiony na Salonie w 1853 wzbudził duże kontrowersje nawet wśród zdeklarowanych zwolenników malarstwa Courbeta. Chociaż doceniano pejzaż przedstawiony na płótnie i oddanie niektórych szczegółów, np. rzuconych obok siedzącej kobiety ubrań, to obraz był zdecydowanie krytykowany. Malarz połączył w jednym przedstawieniu klasyczną kompozycję z nieidealizowanym aktem, było to dla współczesnych przekroczeniem reguł malarstwa akademickiego i przekroczeniem granicy dobrego smaku. Krytykę wywołały niejasne relacje łączące dwie osoby na obrazie i ich niezrozumiałe gesty, które przypominają tradycyjne malarskie motywy noli me tangere i zwiastowanie, ale nie układają się w spójną narrację.
Akt był przyjętym gatunkiem malarskim, toteż sprzeciwu krytyki nie wzbudziła sama nagość postaci w Kąpiących się. Ukazywane dotąd w malarstwie nagie kobiety były najczęściej postaciami mitologicznymi, a ich ciała były idealizowane, toteż oburzenie wywołało namalowanie kobiety, którą można było utożsamić ze współczesną mieszkanką miasta. Realność sceny podkreślały rozrzucone ubrania, zrolowane pończochy i brudne stopy, nie było wątpliwości, że postać na obrazie nie jest nimfą ani boginią. Naga kobieta była dla krytyków i publiczności oglądającej pracę zbyt prawdziwa, uznawano ją za otyłą, a nawet groteskową. Szczególne oburzenie wywołały obfite biodra i pośladki. Określano ją jako „hotentocką Wenus”, napisano, że „odebrałaby apetyt nawet krokodylowi”. Przytaczano pogłoski, które powtarzał później malarz, o tym, że zwiedzający wystawę cesarz Napoleon III wysmagał pośladki namalowanej kobiety szpicrutą, a cesarzowa Eugenia zapytywała złośliwie „czy ta klacz to perszeron?”.

Czego chcą te dwie postaci? Gruba mieszczka widziana od tyłu, całkiem naga prócz kawałka namalowanej niedbale ścierki okrywającej dół pośladków, wychodzi z płytkiej wody, której byłoby nie dość nawet do kąpieli nóg. Jej gest nie wyraża nic. Druga kobieta, prawdopodobnie służąca, siedzi na ziemi zajęta zdejmowaniem trzewików. Widać pończochy, jedna z nich zdjęta, zdaje się do połowy. między tymi postaciami jest jakaś wymiana myśli, której niepodobna zrozumieć. Pejzaż wspaniały, ale Courbet powiększył tylko szkic, który widać obok; dlatego postaci, namalowane potem, nie łączą się z tym, co je otacza.

Pomimo wielu negatywnych ocen Alfred Bruyas zakupił obraz Courbeta wraz z jego dwoma innymi pracami. Był to początek współpracy malarza i jego mecenasa oraz początek ich długiej przyjaźni.